# Ignimbrito

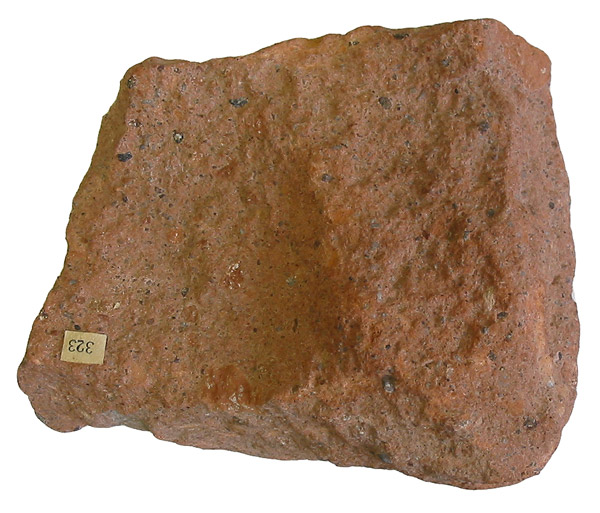
Uma amostra de ignimbrito.

Ignimbrito é uma rocha piroclástica, frequentemente de composição dacítica ou riolítica, resultante da deposição a elevadas temperaturas de materiais em semi-fusão provenientes de um fluxo piroclástico, ou seja de uma corrente de densidade piroclástica formada por uma densa suspensão de partículas, na sua maior pedra-pomes, e gases a elevada temperatura que flui rapidamente de um vulcão, mantendo-se  junto ao solo por ter uma maior densidade que a atmosfera circundante.
Após o arrefecimento dos depósitos, as partículas em semi-fusão soldam-se entre si formando uma rocha de uma pouco ordenada mistura de cinzas vulcânicas (ou 'tufo quando consolidado em camadas de rocha) e pedra-pomes lapilli, comumente com fragmentos líticos dispersos. A cinza é composta de partículas de vidro e fragmentos cristalinos. Ignimbritas podem ser soltas e inconsolidadas, ou consolidadas em rochas (solidificadas) chamadas tufo lapilli. Próximas a sua origem, ignimbritas comumente contém espessas acumulações de blocos líticos, e a distância, muitos mostram diversas espessuras de acumulações de blocos arredondados (ou cascalho) de pedra-pomes.  O termo 'ignimbrita' deriva de ‘rocha de nuvem ardente’ (do latim igni- (fogo) e imbri- (chuva)), e forma-se como o resultado de imensas explosões de cinza piroclástica, lapilli e blocos fluindo descendentemente pelas laterais de vulcões.  
Ignimbritos podem ser brancos, cinzas, rosas, bege, castanhos ou pretos dependendo de sua composição e densidade.  Muitos ignimbritos pálidos são dacíticos ou riolíticos. As mais escuras podem ser densamente vitrófiras (i.e. vítreas) ou, menos comumente, máficas em composição. 